# Bence Imre
Bence Imre (Budapest, 15 de octubre de 2002) es un jugador de balonmano húngaro que juega de extremo derecho en el THW Kiel. Es internacional con la selección de balonmano de Hungría.
Su primer gran campeonato con la selección fue el Campeonato Europeo de Balonmano Masculino de 2024, después de haber obtenido la medalla de plata en el Campeonato Mundial de Balonmano Masculino Junior de 2023 con la selección húngara júnior.
Es hijo del ex-esgrimista Géza Imre, ganador de varias medallas olímpicas y mundiales, y de la exjugadora de balonmano Beatrix Kökény, que también logró ser medallista olímpica.

## Clubes
| Club            | País     | Año       |
| --------------- | -------- | --------- |
| Ferencvárosi TC | Hungría  | 2019-2024 |
| THW Kiel        | Alemania | 2024-Act. |